# Торстен Крахт
Торстен Крахт (нім. Torsten Kracht, нар. 4 жовтня 1967, Грімма) — німецький футболіст, що грав на позиції захисника.
Виступав, зокрема, за клуби «Локомотив» (Лейпциг) та «Бохум», а також національну збірну НДР.

## Клубна кар'єра
Крахт розпочав займатись футболом у клубі «Локомотив» (Наунгоф), а у 1979 році потрапив до академії «Локомотива» (Лейпциг). У 1984 році він був включений до заявки першої команди і 1985 року дебютував за неї у вищому дивізіоні НДР. У складі цієї команди Торстен двічі став володарем Кубка НДР, а також дійшов до фіналу Кубка володарів кубків 1986/87.
Після возз'єднання Німеччини і створення єдиного чемпіонату перед початком сезону 1991/92, клуб був перетворений на «Лейпциг» і був включений до Другої Бундеслігі. У сезоні 1992/93 Крахт з командою зайняв 3-тє місце і вийшов до Бундесліги, після чого перейшов до іншого клубу вищого дивізіону «Штутгарта». Дебютував у Бундеслізі 8 серпня 1993 року в грі проти «Вердера» (1:5), але основним гравцем не став і у лютому 1994 року повернувся до Крахт повернувся «Лейпцига», з яким у сезоні 1993/94 зайняв 18-те місце і вилетів назад до другого дивізіону, де провів ще один сезон з клубом.
У 1995 році він перейшов до іншої команди Другої Бундесліги — «Бохума». У сезоні 1995/96 він виграв з командою дивізіон і вийшов у Бундеслігу. 9 квітня 1997 року у матчі проти «Санкт-Паулі» (1:2) забив свій перший гол у Бундеслізі, а команда сенсаційно посіла 5-те місце, найвище у своїй історії, завдяки чому команда вперше вийшла до Єврокубків — Кубка УЄФА 1997/98, де обігравши в перших двох іграх по черзі «Трабзонспор» і «Брюгге», «Бохум» поступився в 1/8 фіналу амстердамському «Аяксу». Втім вже у наступному сезоні 1998/99 «Бохум» зайняв 17 місце в Бундеслізі і вилетів з вищого дивізіону.
Тим не менш Крахт залишився у Бундеслізі, перейшовши у «Айнтрахт», де протягом двох сезонів він зіграв там ще у 64 матчах і забив 2 голи, але у 2001 році і з цією командою вилетів з Бундесліги. Захисник загалом за кар'єру зіграв 276 матчів у вищому дивізіоні НДР (109, 6 голів) та Німеччини (167, 5 голів) та з 12 червоними картками є рекордсменом за кількістю вилучень в історії Бундесліги.
В подальшому протягом 2001—2003 років захищав кольори «Карлсруе СК» у Другій Бундеслізі, а завершив ігрову кар'єру у рідному «Лейпцигу», за який виступав у сезоні 2003/04 в четвертому за рівнем дивізіоні країни.

## Виступи за збірні
1987 року у складі юнацької збірної НДР (U-20) став бронзовим призером молодіжного чемпіонату світу в Чилі, де зіграв у 5 іграх і забив гол у грі за 3-тє місце проти господарів чилійців (1:1, 3:1 пен.).
13 квітня 1988 року дебютував в офіційних матчах у складі національної збірної НДР в товариській грі проти Болгарії (1:1). А другий і останній матч за збірну провів 12 вересня 1990 року у товариській грі проти Бельгії (2:0), яка в той же час стала останнім офіційним матчем в історії збірної НДР. Після возз'єднання за збірну Німеччини жодного матчу не провів.
| Дата       | Місто    | Господарі | Результат | Гості | Турнір           | Голи | Примітки |
| ---------- | -------- | --------- | --------- | ----- | ---------------- | ---- | -------- |
| 13/04/1988 | Бургас   | Болгарія  | 1 – 1     | НДР   | товариський матч | -    | 81'      |
| 12/09/1990 | Брюссель | Бельгія   | 0 – 2     | НДР   | товариський матч | -    | 85'      |
| Усього     |          | Матчів    | 2         |       | Голів            | 0    |          |

## Титули і досягнення
- Володар Кубка НДР (2):

«Локомотив» (Лейпциг): 1985–86, 1986–87